# Arnalda de Caboet
Arnalda de Caboet, död 1202, var en andorransk feodalherre. Hon var regerande dam av dalarna Caboet (nuvarande Cabó), Andorra och Sant Joan 1180-1199.
Hon var dotter till Arnau de Caboet, vilken hon efterträdde. Biskopen av Urgell arrangerade hennes 1180 äktenskap med Bertran de Tarascó och säkrade hennes arv till de tre dalarna, över vilka hon bibehöll suveränitet. Efter Bertrans död gifte hon om sig med Arnau, Viscount of Castellbò, som 1199 tog över kontrollen över de tre dalarna jure uxoris. Genom deras dotter Ermessenda de Castellbò förenades Andorra med grevedömet Foix 1278. 